# Lotus Software
Lotus Software (vor der Übernahme 1995 durch IBM Lotus Development Corporation genannt) ist eine Abteilung des US-amerikanischen IT- und Beratungsunternehmens IBM mit Sitz in Cambridge, Massachusetts.

## Geschichte

### Lotus Development Corporation
Mitchell Kapor, der Autor des ersten Geschäftsgrafikprogramms Tiny Troll für den Apple-II-Rechner, verkaufte im Oktober 1981 die Rechte an seinen Programmen VisiPlot und VisiTrend/Plot und gründete noch im selben Monat die Lotus Development Corporation.
Das erste Produkt war ab Januar 1982 das Lotus Executive Briefing System, eine Präsentationssoftware für den Apple II.
Im April 1982 investieren Sevin-Rosen Investors und KPCB 1 Million Dollar in das Unternehmen, so konnten neue Mitarbeiter eingestellt und ein neuer Firmensitz bezogen werden. Im Oktober 1982 wird die damals revolutionäre Tabellenkalkulation Lotus 1-2-3 für den IBM PC vorgestellt, welche ab Januar 1983 an die Distributoren geliefert wurde.
Mit der steigenden Popularität des PC stieg auch die Nachfrage nach diesen Programmen, und schon bald dominierte Lotus den Markt der Office-Anwendungen, nicht zuletzt auch durch andere Office-Produkte wie Ray Ozzies Symphony und der Jazz Office Suite für Apple Macintosh Computer.
Im Laufe der Zeit wurden auch andere Software-Unternehmen übernommen, und mit ihnen Produkte wie Freelance Graphics, Ami Pro, Approach und Organizer. In den frühen 1990er-Jahren wurden manche dieser Produkte unter dem Namen Lotus SmartSuite gebündelt. Obwohl SmartSuite anfangs populärer als Microsoft Office war, verlor Lotus seine Dominanz im Desktop-Programme-Markt.
1984 wagte Lotus mit dem Investment in Ray Ozzies Startup Iris Associates einen, wie sich später herausstellen sollte, enorm wichtigen strategischen Zug. Iris Associates entwickelte die Lotus Notes Groupware Plattform, wodurch wichtige Erfahrung im Bereich netzwerkbasierender Kommunikation gesammelt werden konnte, Jahre bevor Mitbewerber in der PC-Welt überhaupt noch an das Internet dachten. Notes wurde 1989 offiziell als Produkt vorgestellt, und 1991 seine Position durch den Zukauf von cc:Mail verstärkt. 1994 übernahm Lotus Iris Associates.

### Lotus Software
1995 übernahm IBM Lotus zu einem Kaufpreis von 3,2 Milliarden US-Dollar.
SmartSuite wurde mit einigen Compaq- und IBM-Laptops ausgeliefert, obwohl der Marktanteil seit der Einführung dieses Produktes stetig sank.
Microsofts Konkurrenzprodukt Exchange setzte Lotus Notes stark zu, konnte jedoch bis 2004, 20 Jahre nach der Gründung von Iris, Lotus Notes nicht verdrängen.

### Produkte
- 1982: Executive Briefing System
- 1982: Lotus 1-2-3 – Tabellenkalkulation
- 1984: Lotus Symphony
- 1985: Lotus Jazz, Lotus 1-2-3 R2, Lotus Report Writer, Lotus Signal
- 1986: Lotus T-A-C, Lotus HAL, Freelance Plus, Freelance Maps, Manuscript & Measure
- 1987: Lotus OneSource, Lotus Express, Modern Jazz
- 1989: Lotus Notes
- 1990: Lotus Improv
- 1992: Lotus Organizer

## Verschlüsselung
Es wurde wiederholt behauptet, dass durch die NSA ein Backdoor in die Export-Version von Lotus Notes installiert wurde. Dieses Gerücht bestätigte sich 1996. Damals war Lotus aufgrund von Exportrestriktionen nicht in der Lage, Software zu exportieren, die Schlüssellängen von mehr als 40 Bits verwendet. Nach Verhandlungen mit der US-Regierung wurde Lotus schließlich gestattet, 64-Bit-Schlüssel zu exportieren, unter der Auflage, dass 24 Bits eines jeden Schlüssels jederzeit durch die NSA rückführbar seien. So wurde es der NSA möglich, die Verschlüsselung mit einem zeitlichen Vorsprung zu knacken. Der Export von Lotus Notes mit (damals) starker Verschlüsselung wurde so legal, und die effektive Schlüssellänge von 40 Bits entsprach somit der schwachen Verschlüsselung der Vorgängerversionen von Lotus Notes.
2001 wurden die amerikanischen Exportrestriktionen gelockert, wonach aktuelle Versionen von Lotus-Produkten längere Schlüssel ohne Einflussnahme der NSA enthalten.

## Unternehmenskultur

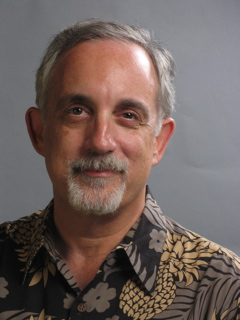
Mitch Kapor

Lotus hatte immer, ganz nach Lotus-Gründer Mitch Kapor, den Ruf eines progressiven Unternehmens. Lotus war im Jahr 1986 das erste größere Unternehmen, das eine Veranstaltung zur Bekämpfung von AIDS unterstützte. 1990 eröffnete Lotus einen Vollzeit-Kinderbetreuungsplatz für seine Angestellten. 1992 führte Lotus als erstes größeres Unternehmen die Gleichstellung von homosexuellen Partnerschaften in Bezug auf nicht-monetäre Vorteile ein. 1998 wurde Lotus von der Zeitschrift Working Mother (Arbeitende Mutter) unter die besten zehn Unternehmen gewählt.
Die Übernahme durch IBM wurde von den weltweit über 4000 Mitarbeitern von Lotus mit Besorgnis entgegengesehen, da sie einen harten Klimawechsel erwarteten. Zur Überraschung vieler waren diese Ängste unbegründet. Da IBM selbst einen Exodus von Lotus-Mitarbeitern fürchtete, wurde sehr viel Wert darauf gelegt, die neu übernommenen Mitarbeiter so gut wie möglich zu behandeln.

### Herkunft
Mitch Kapor benannte sein Unternehmen nach dem Lotussitz oder Padmasana. Kapor war Lehrer der transzendentalen Meditation. Der Konkurrent Borland gab seiner Software Quattro Pro auch den Beinamen „Buddha“, um die „Lotus-Stellung einzunehmen“ und somit den Markt von Lotus-1-2-3 zu übernehmen.